# ゴリ・アメリ

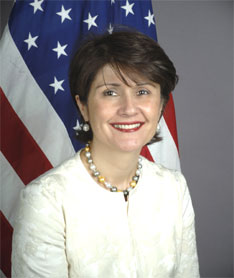
ゴリ・アメリ

ゴリ・アメリ（ペルシア語: گلی عامری、英語: Goli Ameri、1956年9月26日 - ）は、アメリカ合衆国の外交官、政治家、実業家。国際連合アメリカ合衆国代表団員、アメリカ合衆国国務次官補（教育・文化担当）、国際赤十字赤新月社連盟事務次長（人道評価・外交担当）を歴任。共和党から連邦下院議員への出馬経験あり。

## 生い立ち
1956年にイラン帝国のテヘランにて、ゴリ・ヤズディ（ペルシア語: گلی یزدی、英語: Goli Yazdi）として誕生。1974年にアメリカへ渡り、スタンフォード大学に入学。コミュニケーション学とフランス文学を学び、学士号を取得。続けて同大学にてコミュニケーション学を取得。またフランスのパリ大学に留学。スタンフォード時代の学友で不動産投資家のジャムシェード・アメリ（ペルシア語: جمشید عامری、英語: Jamsheed Ameri）と結婚。息子2人をもうけた。1989年にアメリカ合衆国の市民権を取得。

## 経歴
オレゴン州ポートランドにて電気通信関連のコンサルティング企業 eTinium, Inc. を設立し、社長に就任。市場研究に関する書籍を50冊超発行し、また雑誌 Telephony にて隔月で業界分析コラムを執筆。全国的な企業雑誌や、オレゴニアン紙、シアトル・タイムズ紙、サンノゼ・マーキュリー・ニュース紙、インターネット・ウィーク紙に対しても寄稿を行い、また各国の企業会で演説者や司会者として招待を受けて活動。eTinium, Inc. の設立以前は、フォード・モーター・クレジットおよびフリート・バンクの子部門であった U.S. Leasing で本部長。
バブソン大学でオレゴン経営学修士プログラムの運営委員。スタンフォード大学で学部教育広報のオレゴン運営委員。カトリン・ゲイブル・スクールで管財人および副理事（発展担当）を務め、奨学金基金と教師教育のための募金活動を監督。またオレゴンでジュニア・アチーブメントについての指導経験あり。英語、フランス語、ペルシャ語を流暢に話し、スペイン語に堪能。
2007年10月にThe NW Women's Journal誌にて『北西部で最も有力な女性100人』の1人として名前を挙げられた。これは国連活動や、ポートランド州立大学ハットフィールド行政学大学院の女性指導者に対する国家教育に関する諮問委員会での立場が評価されたためであった。
2008年5月11日にエリス島名誉章を受章。これは毎年アメリカに移民してきた国民100人に対して授与されるものであり、各個人の成果に敬意を表したものである。